# Hyophila congolensis
Hyophila congolensis är en bladmossart som beskrevs av Thériot och Georges Raymond Léonard Naveau 1927. Hyophila congolensis ingår i släktet Hyophila och familjen Pottiaceae. Inga underarter finns listade i Catalogue of Life.